# Zacatecoluca
Zacatecoluca is een stad en gemeente in El Salvador. Het is de hoofdplaats van het departement La Paz.
Zacatecoluca telt 75100 inwoners.